# Coppa Italia 1991-1992 (turni preliminari)
Questa voce raccoglie un approfondimento sulle gare dei turni preliminari dell'edizione 1991-1992 della Coppa Italia di calcio.

## Primo turno

### Andata
| Arbitro: | Quartuccio (Torre Annunziata) |

|             |           |  |
| Dionigi 67’ | Marcatori |  |

| Bari 21 agosto 1991, ore 20:30 CEST | Bari             | 0 – 0 referto | Empoli | Stadio San Nicola\| Arbitro: \| Arena (Ercolano) \| |
| Arbitro:                            | Arena (Ercolano) |               |        |                                                     |

| Arbitro: | Rodomonti (Teramo) |

|               |           |  |
| Ravanelli 68’ | Marcatori |  |

| Arbitro: | Cardona (Milano) |

|                                       |           |               |
| Bertoni 12’ (aut.) Simonetta 22’, 49’ | Marcatori | 45’ Civeriati |

| Arbitro: | Conocchiari (Macerata) |

|                                 |           |  |
| Cuttone 43’ (aut.) Amarildo 81’ | Marcatori |  |

| Arbitro: | Nicchi (Arezzo) |

|                 |           |  |
| Battistella 85’ | Marcatori |  |

| Arbitro: | Guidi (Bologna) |

|                  |           |  |
| Ferrante 4’, 26’ | Marcatori |  |

| Arbitro: | Dinelli (Lucca) |

|                              |           |            |
| Lorenzo 57’, 71’ Turrini 79’ | Marcatori | 90’ Soncin |

| Arbitro: | Boemo (Cervignano del Friuli) |

|                          |           |  |
| Bonometti 7’ Saurini 50’ | Marcatori |  |

| Casarano 21 agosto 1991, ore 20:45 CEST | Casarano                 | 0 – 0 referto | Lecce | Stadio Giuseppe Capozza\| Arbitro: \| Vincenzo Fucci (Salerno) \| |
| Arbitro:                                | Vincenzo Fucci (Salerno) |               |       |                                                                   |

| Arbitro: | Collina (Bologna) |

|               |           |  |
| Bertarelli 9’ | Marcatori |  |

| Arbitro: | Brignoccoli (Ancona) |

|                            |           |                                        |
| Leoni 3’ (aut.) Détári 70’ | Marcatori | 30’, 81’ Insanguine 79’ (rig.) Mastini |

| Arbitro: | Cesari (Genova) |

|             |           |  |
| Putelli 49’ | Marcatori |  |

| Arbitro: | Bettin (Padova) |

|                                               |           |                   |
| Balbo 45’ (rig.) Mandorlini 49’ Dell'Anno 51’ | Marcatori | 47’ (rig.) Romano |

| Arbitro: | Rosica (Roma) |

|  |           |                  |
|  | Marcatori | 19’ (aut.) Festa |

| Avellino 21 agosto 1991, ore 20:30 CEST | Avellino                   | 0 – 0 referto | Casertana | Stadio Partenio\| Arbitro: \| De Angelis (Civitavecchia) \| |
| Arbitro:                                | De Angelis (Civitavecchia) |               |           |                                                             |

### Ritorno
| Arbitro: | Trentalange (Torino) |

|         |           |               |
| Doni 7’ | Marcatori | 29’ Provitali |

| Arbitro: | Cardona (Milano) |

|                   |           |            |
| Loseto 87’ (aut.) | Marcatori | 72’ Loseto |

| Arbitro: | Quartuccio (Torre Annunziata) |

|                   |           |                    |
| Biagioni 46’, 58’ | Marcatori | 53’, 89’ Ravanelli |

| Mestre 25 agosto 1991, ore 20:30 CEST | Venezia                       | 0 – 0 referto | Lucchese | Stadio Francesco Baracca \| Arbitro: \| Boemo (Cervignano del Friuli) \| |
| Arbitro:                              | Boemo (Cervignano del Friuli) |               |          |                                                                          |

| Arbitro: | Chiesa (Milano) |

|  |           |              |
|  | Marcatori | 72’ Amarildo |

| Arbitro: | Fabricatore (Roma) |

|                                           |           |  |
| Valentini 49’ Centofanti 57’ Paolucci 68’ | Marcatori |  |

| Arbitro: | Boggi (Salerno) |

|  |           |               |
|  | Marcatori | 45’ Scarafoni |

| Reggio Calabria 25 agosto 1991, ore 17:30 CEST | Reggina       | 0 – 0 referto | Taranto | Stadio Comunale\| Arbitro: \| Rosica (Roma) \| |
| Arbitro:                                       | Rosica (Roma) |               |         |                                                |

| Arbitro: | Merlino (Torre del Greco) |

|             |           |  |
| Allegri 56’ | Marcatori |  |

| Arbitro: | Cinciripini (Ascoli Piceno) |

|                        |           |  |
| Conte 9’ Benedetti 29’ | Marcatori |  |

| Arbitro: | De Angelis (Civitavecchia) |

|  |           |               |
|  | Marcatori | 64’ Tovalieri |

| Arbitro: | Bettin (Padova) |

|                        |           |  |
| Mastini 73’ Monari 85’ | Marcatori |  |

| Salerno 25 agosto 1991, ore 18:00 CEST | Salernitana       | 0 – 0 referto | Padova | Stadio Arechi\| Arbitro: \| Mughetti (Cesena) \| |
| Arbitro:                               | Mughetti (Cesena) |               |        |                                                  |

| Arbitro: | Bazzoli (Merano) |

|                   |           |           |
| Romano 90’ (rig.) | Marcatori | 66’ Nappi |

| Como 25 agosto 1991, ore 17:00 CEST | Como               | 0 – 0 referto | Cagliari | Stadio Giuseppe Sinigaglia\| Arbitro: \| Felicani (Bologna) \| |
| Arbitro:                            | Felicani (Bologna) |               |          |                                                                |

| Arbitro: | Cornieti (Forlì) |

|             |           |  |
| Carbone 16’ | Marcatori |  |

### Tabella riassuntiva
| Squadra 1 | Totale | Squadra 2      | Andata | Ritorno |
| --------- | ------ | -------------- | ------ | ------- |
| Modena    | 2 - 1  | Piacenza       | 1 - 0  | 1 - 1   |
| Bari      | 1 - 1  | Empoli         | 0 - 0  | 1 - 1   |
| Reggiana  | 3 - 2  | Cosenza        | 1 - 0  | 2 - 2   |
| Lucchese  | 3 - 1  | Venezia        | 3 - 1  | 0 - 0   |
| Cesena    | 3 - 0  | Perugia        | 2 - 0  | 1 - 0   |
| Messina   | 1 - 3  | Palermo        | 1 - 0  | 0 - 3   |
| Pisa      | 3 - 0  | Monza          | 2 - 0  | 1 - 0   |
| Taranto   | 3 - 1  | Reggina        | 3 - 1  | 0 - 0   |
| Brescia   | 2 - 1  | Pescara        | 2 - 0  | 0 - 1   |
| Casarano  | 0 - 2  | Lecce          | 0 - 0  | 0 - 2   |
| Ancona    | 2 - 0  | Barletta       | 1 - 0  | 1 - 0   |
| Bologna   | 2 - 5  | Fidelis Andria | 2 - 3  | 0 - 2   |
| Padova    | 1 - 0  | Salernitana    | 1 - 0  | 0 - 0   |
| Udinese   | 4 - 2  | Triestina      | 3 - 1  | 1 - 1   |
| Cagliari  | 0 - 1  | Como           | 0 - 1  | 0 - 0   |
| Avellino  | 0 - 1  | Casertana      | 0 - 0  | 0 - 1   |

## Secondo turno

### Andata
| Arbitro: | Cinciripini (Ascoli Piceno) |

|                                  |           |             |
| Buso 35’ Mancini 52’ (rig.), 66’ | Marcatori | 48’ Dionigi |

| Arbitro: | Pezzella (Frattamaggiore) |

|                               |           |             |
| Platt 3’ (rig.) Fortunato 90’ | Marcatori | 6’ Giordano |

| Arbitro: | Dinelli (Lucca) |

|            |           |  |
| Careca 76’ | Marcatori |  |

| Arbitro: | Cornieti (Forlì) |

|              |           |  |
| Giannini 80’ | Marcatori |  |

| Arbitro: | Bazzoli (Merano) |

|                         |           |              |
| Borgonovo 12’ Dunga 25’ | Marcatori | 53’ Amarildo |

| Modena 28 agosto 1991, ore 17:00 CEST | Parma           | 0 – 0 referto | Palermo | Stadio Alberto Braglia \| Arbitro: \| Chiesa (Milano) \| |
| Arbitro:                              | Chiesa (Milano) |               |         |                                                          |

| Arbitro: | Beschin (Legnago) |

|                                      |           |               |
| Cristallini 26’ Scarafoni 80’ (rig.) | Marcatori | 31’ Ricchetti |

| Arbitro: | Boggi (Salerno) |

|  |           |             |
|  | Marcatori | 87’ Pacione |

| Arbitro: | Felicani (Bologna) |

|                                  |           |  |
| Gullit 34’ van Basten 80’ (rig.) | Marcatori |  |

| Arbitro: | Stafoggia (Pesaro) |

|                     |           |  |
| Pasculli 34’ (rig.) | Marcatori |  |

| Arbitro: | Mughetti (Cesena) |

|                                                      |           |               |
| Lentini 27’, 56’ Casagrande 63’ (rig.) Bresciani 87’ | Marcatori | 3’ Bertarelli |

| Arbitro: | Cesari (Genova) |

|  |           |                     |
|  | Marcatori | 6’ Doll 29’ Stroppa |

| Arbitro: | Conocchiari (Macerata) |

|                                     |           |              |
| Caniggia 27’ Bordin 38’ Perrone 65’ | Marcatori | 23’ Montrone |

| Udine 28 agosto 1991, ore 20:45 CEST | Udinese            | 0 – 0 referto | Juventus | Stadio Friuli (18.205 spett.)\| Arbitro: \| Sguizzato (Verona) \| |
| Arbitro:                             | Sguizzato (Verona) |               |          |                                                                   |

| Cremona 28 agosto 1991, ore 17:30 CEST | Cremonese         | 0 – 0 referto | Como | Stadio Giovanni Zini\| Arbitro: \| Collina (Bologna) \| |
| Arbitro:                               | Collina (Bologna) |               |      |                                                         |

| Arbitro: | Brignoccoli (Ancona) |

|                     |           |  |
| Petruzzi 25’ (aut.) | Marcatori |  |

### Ritorno
| Arbitro: | Pairetto (Nichelino) |

|  |           |                         |
|  | Marcatori | 34’ Silas 43’, 53’ Pari |

| Arbitro: | Merlino (Torre del Greco) |

|                     |           |                                     |
| Giordano 18’ (rig.) | Marcatori | 48’ Platt 81’ João Paulo 83’ Caccia |

| Reggio Emilia 4 settembre 1991, ore 20:30 CEST | Reggiana             | 0 – 0 referto | Napoli | Stadio Mirabello\| Arbitro: \| Trentalange (Torino) \| |
| Arbitro:                                       | Trentalange (Torino) |               |        |                                                        |

| Arbitro: | Baldas (Trieste) |

|              |           |                          |
| Pascucci 55’ | Marcatori | 32’ Muzzi 41’ Rizzitelli |

| Arbitro: | D'Elia (Salerno) |

|              |           |                                               |
| Amarildo 53’ | Marcatori | 7’ Orlando 49’ (aut.) Piraccini 84’ Batistuta |

| Arbitro: | Ceccarini (Livorno) |

|              |           |                   |
| De Sensi 66’ | Marcatori | 1’ Grün 84’ Melli |

| Arbitro: | Amendolia (Messina) |

|              |           |              |
| Rambaudi 14’ | Marcatori | 55’ Ferrante |

| Arbitro: | Fucci (Salerno) |

|                     |           |                |
| Aguilera 107’, 116’ | Marcatori | 36’ Giacchetta |

| Arbitro: | Sguizzato (Verona) |

|                  |           |                                 |
| Passiatore 90+2’ | Marcatori | 43’ Galli 49’ (rig.) van Basten |

| Arbitro: | Lo Bello (Siracusa) |

|                                                    |           |  |
| Icardi 15’, 33’ Fanna 22’ Stojković 58’ Lunini 79’ | Marcatori |  |

| Arbitro: | Arena (Ercolano) |

|                      |           |              |
| Tovalieri 14’ (rig.) | Marcatori | 75’ Venturin |

| Arbitro: | Rodomonti (Teramo) |

|                             |           |                               |
| Sosa 52’, 59’ Melchiori 81’ | Marcatori | 45’ (rig.) Mastini 73’ Ercoli |

| Arbitro: | Nicchi (Arezzo) |

|                                        |           |                      |
| Franceschetti 31’ Galderisi 49’ (rig.) | Marcatori | 40’ (rig.) Bianchezi |

| Arbitro: | Stafoggia (Pesaro) |

|                                       |           |  |
| Marocchi 43’ Baggio 53’ Casiraghi 77’ | Marcatori |  |

| Arbitro: | Guidi (Bologna) |

|          |           |  |
| Seno 23’ | Marcatori |  |

| Arbitro: | Fabricatore (Roma) |

|                        |           |                         |
| Esposito 75’ Serra 78’ | Marcatori | 48’ Baggio 65’ Matthäus |

### Tabella riassuntiva
| Squadra 1      | Totale | Squadra 2 | Andata | Ritorno     |
| -------------- | ------ | --------- | ------ | ----------- |
| Sampdoria      | 6 - 1  | Modena    | 3 - 1  | 3 - 0       |
| Bari           | 5 - 2  | Ascoli    | 2 - 1  | 3 - 1       |
| Napoli         | 1 - 0  | Reggiana  | 1 - 0  | 0 - 0       |
| Roma           | 3 - 1  | Lucchese  | 1 - 0  | 2 - 1       |
| Fiorentina     | 5 - 2  | Cesena    | 2 - 1  | 3 - 1       |
| Parma          | 2 - 1  | Palermo   | 0 - 0  | 2 - 1       |
| Pisa           | 3 - 2  | Foggia    | 2 - 1  | 1 - 1       |
| Taranto        | 1 - 3  | Genoa     | 0 - 1  | 1 - 2 (dts) |
| Milan          | 4 - 1  | Brescia   | 2 - 0  | 2 - 1       |
| Lecce          | 1 - 5  | Verona    | 1 - 0  | 0 - 5       |
| Torino         | 5 - 2  | Ancona    | 4 - 1  | 1 - 1       |
| Fidelis Andria | 2 - 5  | Lazio     | 0 - 2  | 2 - 3       |
| Atalanta       | 4 - 3  | Padova    | 3 - 1  | 1 - 2       |
| Udinese        | 0 - 3  | Juventus  | 0 - 0  | 0 - 3       |
| Cremonese      | 0 - 1  | Como      | 0 - 0  | 0 - 1       |
| Inter          | 3 - 2  | Casertana | 1 - 0  | 2 - 2       |